# SN 2002lc
SN 2002lc – supernowa odkryta 3 listopada 2002 roku w galaktyce A021851-0447. W momencie odkrycia miała maksymalną jasność 25,10m.